# 主計局審査課
主計局審査課（しゅけいきょくしんさか）は、日本が占領下だった時の大蔵省に設置されていた部署である。

## 概要
会計制度や給与の統一を主な業務としていた。
1946年（昭和21年）2月2日の官制改正で主計、主税、理財、銀行の4局と国有財産部という平時の構成とした。官制改正に伴う行政機構の改革を期に第二課の名称を審査課とした。同年9月21日に審査課は法規課となり、給与に関する業務は給与局へ移管された。